# Ruurd Hallema
Ruurd Hallema (Munstergeleen, 25 januari 1954) is een Nederlandse beeldhouwer en kunstschilder.

## Leven en werk
Hallema werd in 1954 geboren in het Limburgse Munstergeleen. In het gezin van hem werd veel geknutseld, ook zijn vader was als technisch ingenieur altijd bezig. Na een studiejaar aan de Pedagogische Academie koos hij voor de kunst. Hij werd opgeleid aan de Stadsacademie voor toegepaste kunsten in Maastricht en aan de Academie voor Beeldende Vorming in Amersfoort. Daar volgde hij de richtingen Beeldhouwen en de opleiding voor Handvaardigheid- en Kunstgeschiedenisdocent. Vervolgens werkte hij een aantal jaar aan de LTS Sint Paul in Almelo. Na een tijd in Almelo te hebben gewoond verhuisde hij naar Hengelo waar hij een huis, werkplaats en galerie bouwde. Na een jaar gaf hij ook les aan de opleiding derdegraadsakte Handenarbeid verbonden aan de Rijks Pedagogische Academie in Hengelo. Later gaf hij les aan de Hogeschool Edith Stein. Tevens ging Hallema doceren aan Saxion Hogescholen en wel in het vak Industrieel Product Ontwerpen. Naarmate hij bekender raakte als kunstenaar werd hij meer kunstenaar en minder docent. Zijn werk met plastisch vervormbare materialen als gips, klei en was leidde al vrij snel tot bronsgieten. Delen van zijn werk worden gepatineerd waardoor een dof uiterlijk ontstaat, andere delen worden juist gepolijst zodat deze tegenstelling het werk spannender maakt. De kunstenaar laat zich zowel in zijn figuratieve als in zijn abstracte werk inspireren door het vrouwenlichaam en vleugels.
In 2017 kocht hij met zijn vrouw een tweede pand naast zijn galerie in Borne en vestigde zich in het voormalige postkantoor aan de Marktstraat in Ootmarsum. Tegelijk met de verhuizing naar Ootmarsum verkocht hij zijn galerie aan de Prinsengracht in Amsterdam. Op 1 november 2015 hield Hallema een jubileumtentoonstelling ter ere van zijn 40-jarig jubileum als kunstenaar. Bij de opening werd hij benoemd tot lid in de Orde van Oranje-Nassau door commissaris van de Koning Ank Bijleveld.

## Werk in de publieke ruimte
Werken van Hallema bevinden zich in meerdere plaatsen verspreid over Nederland, onder andere in
- Denekamp, Köttelpeer’n menneke (1984)
- Enschede, Bubus (1987)[5]
- Baarn, Pelicanos (1994)
- Hengelo, Niet vergeten (1995)
- Waddinxveen, De vleugels uitgeslagen (1997)
- Hengelo, La muse dansante (1999)
- Paasloo, Verleden, heden en toekomst (2001)
- Rijssen, Houten handen (2011), in 2011 gekozen tot Europees rotondebeeld van de maand[6][7]
- Rijssen, Metaalplastiek Cortenstaal 2012
- Rijssen, 4 overige grote objecten op rotondes
- Rijssen, schildering fietstunnel (2013)
- Holten, Korhoen

## Afbeeldingen

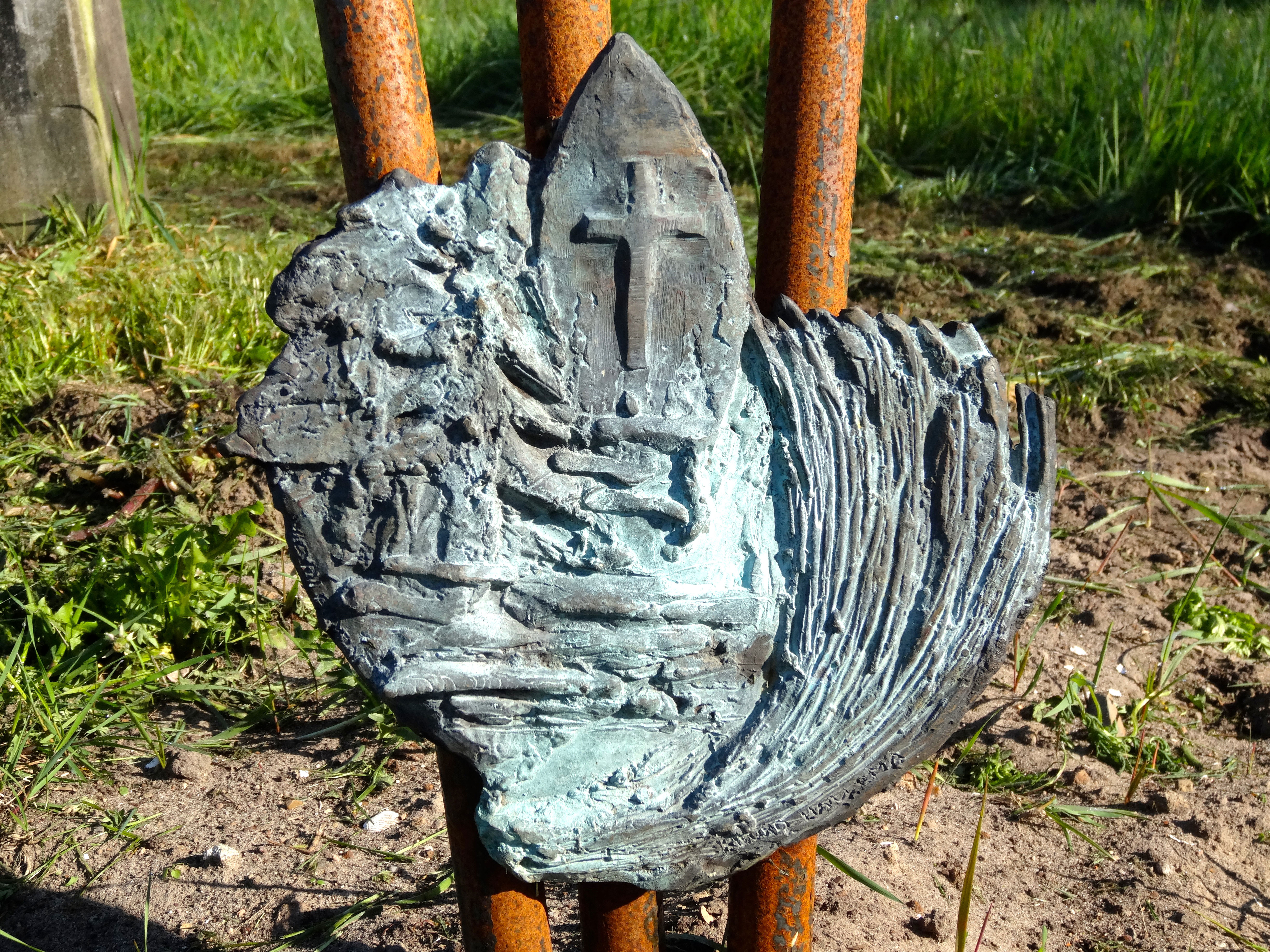
Verleden (mijter, naaldbomen en graan)
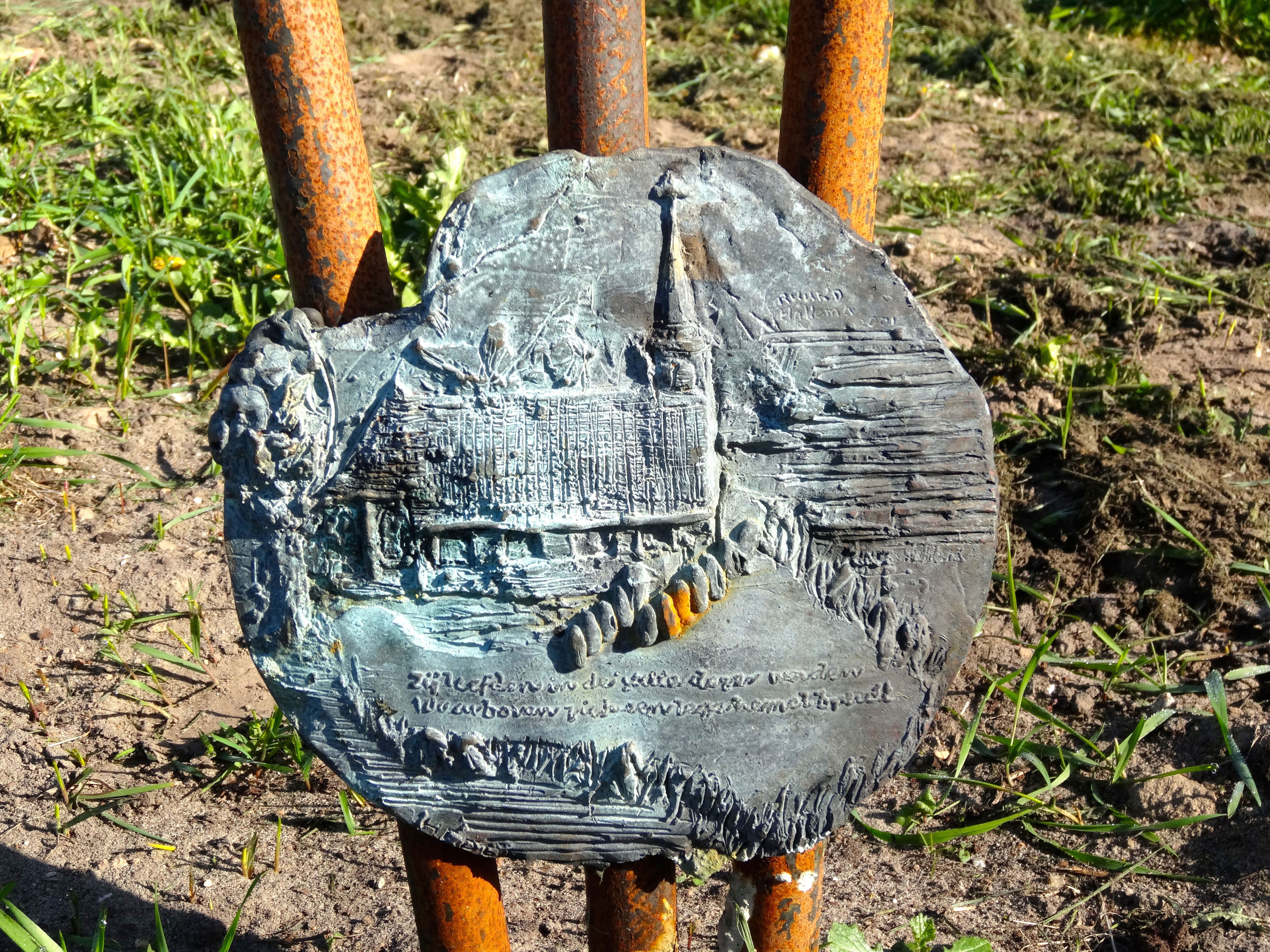
Heden (kerk Paasloo, Weerribben en tekst J.C. Bloem: "Zij leefden in de stilte dezer weiden waarboven zich een lege hemel breidt")
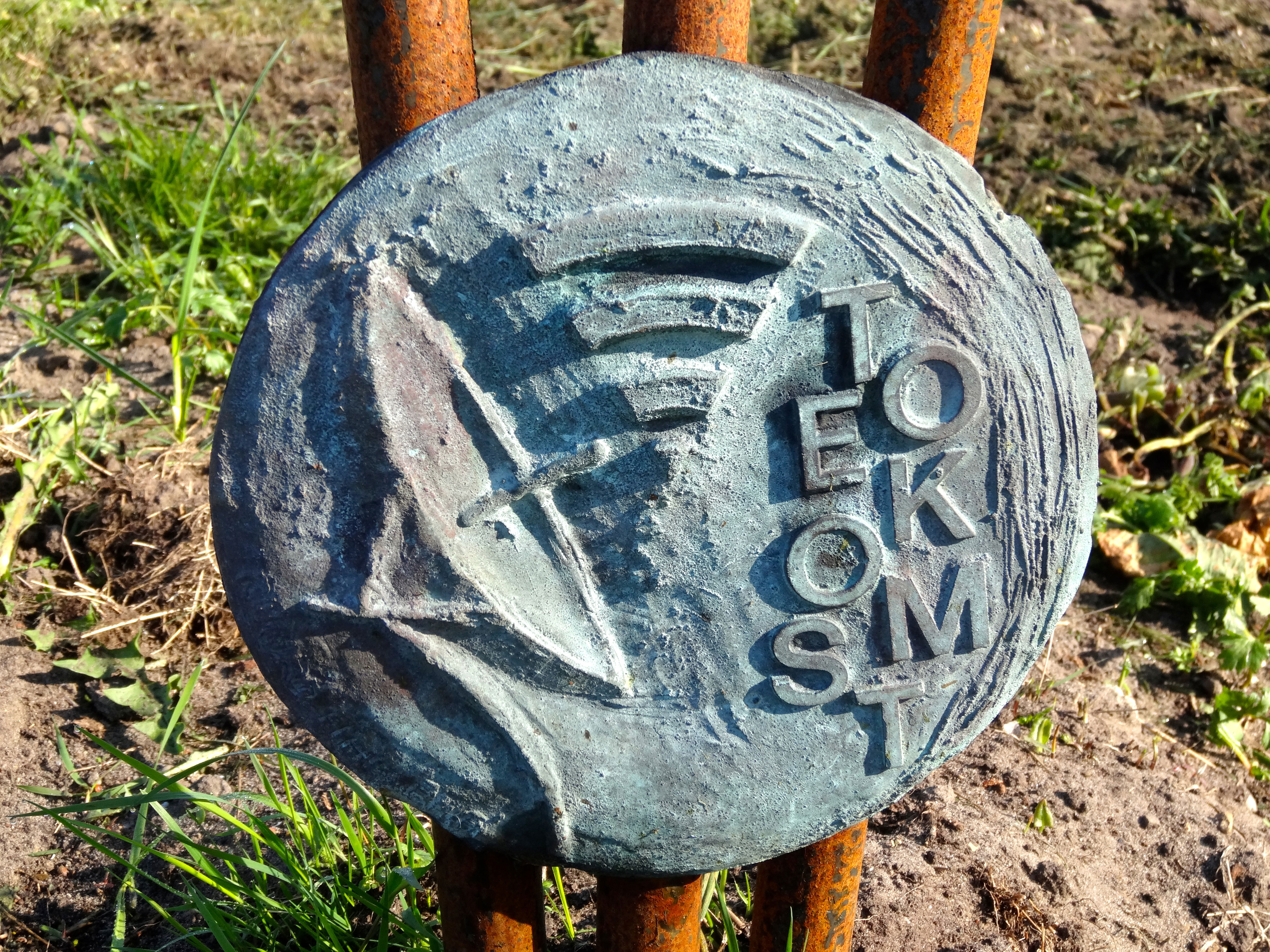
Toekomst (bijdrage bewoners Paasloo)